# Zingiber striolatum
Zingiber striolatum là một loài thực vật có hoa trong họ Gừng. Tên gọi thông thường tiếng Trung là 阳荷 (dương hà).

## Lịch sử phân loại
Loài này được Friedrich Ludwig Diels miêu tả khoa học đầu tiên năm 1900.gc Ông viết rằng cán hoa cao tới 40-50 cm và xếp nó trong tổ Lampuzium, mặc dù cho rằng họ hàng gần nhất của nó là Z. mioga - một loài thuộc tổ Cryptanthium.
Năm 1904, Karl Moritz Schumann xếp nó vào tổ Cryptanthium; đồng thời dựa theo mẫu Henry 7104 mô tả loài Z. didymoglossa cùng tổ này. Năm 1910, Pampanini Renato mô tả loài Z. hupehense dựa theo mẫu Silvestri Padre C. 265 thu thập tại tỉnh Hồ Bắc và viết rằng nó có quan hệ gần với Z. didymoglossa. Năm 1984, Zhu Zheng Yin (祝正银, Chúc Chính Ngân) mô tả loài Z. emeiense. Ông cho rằng nó gần giống với Z. striolatum nhưng khác ở chỗ có các đặc điểm sau: Lá bắc thuôn dài-hình mác hoặc hình mác; các thùy tràng hoa màu đỏ; cánh môi màu xanh lam-tía-ánh đỏ, thùy giữa gần thuôn tròn hoặc hình trứng ngược-thuôn tròn rộng 1,8-2,5 cm; cuống cụm hoa, quả nang và ống tràng có lông nhung; hạt màu đỏ ánh tía. Hiện nay, người ta cho rằng Z. didymoglossa, Z. hupehense và Z. emeiense đều là đồng nghĩa của Z. striolatum.
Năm 1987, Zhu Zheng Yin mô tả loài Zingiber liangshanense. Trong Flora of China (Wu & Larsen, 2000) nó được coi là đồng nghĩa của Z. striolatum, Năm 2019, Chen et al. xác định nó là đồng nghĩa của Z. fallax.

## Mẫu định danh
Mẫu định danh:
- Zingiber striolatum: Bock C. & von Rosthorn A. 888; thu thập trong rừng ở phía nam huyện Nam Xuyên, tỉnh Tứ Xuyên (nay là quận Nam Xuyên, Trùng Khánh), Trung Quốc.[1][8][12]
- Zingiber emeiense: Li D.Q. & Zhu Z.Y. 2603; thu thập ở cao độ 900 m, hương Xuyên Chủ (川主, tọa độ khoảng 29°35′45″B 103°27′14″Đ / 29,59583°B 103,45389°Đ) - từ tháng 12/2019 là một phần của trấn Tuy Sơn (绥山), Nga Mi Sơn, tỉnh Tứ Xuyên, Trung Quốc. Mẫu holotype lưu giữ tại Trường Trung dược tỉnh Tứ Xuyên (四川省中药学校) ở Nga Mi Sơn, Lạc Sơn, tỉnh Tứ Xuyên, Trung Quốc (EMA).[3][13] Lưu ý rằng tọa độ 29°32′0″B 103°21′0″Đ / 29,53333°B 103,35°Đ mà ZRC đưa ra nằm gần núi Nga Mi là thiếu chính xác, cách Xuyên Chủ khoảng 10 km về phía tây nam.
- Zingiber hupehense: Silvestri Padre C. 265; do nhà truyền giáo Silvestri Padre Cipriano (1871-1955) thu thập tháng 10 năm 1906 ở cao độ 900 m, dãy núi Fan-Sien, tỉnh Hồ Bắc, Trung Quốc.[3][14]
- Zingiber didymoglossa: Henry 7104; thu thập tại tỉnh Tứ Xuyên.[2]

## Từ nguyên
Tính từ định danh striolatum (giống đực: striolatus, giống cái: striolata) là tiếng Latinh nghĩa là có sọc, có khía, có rãnh; ở đây để nói tới lưỡi bẹ, cánh hoa và mặt ngoài lá bắc có sọc của loài này.

## Phân bố
Loài đặc hữu Trung Quốc, được tìm thấy tại Giang Tây, Hải Nam, Hồ Bắc, Hồ Nam, Quảng Đông, Quảng Tây, Quý Châu, Trùng Khánh, Tứ Xuyên. Môi trường sống là nền rừng, ven suối; ở cao độ 300-1.900 m.

## Mô tả
Thân rễ màu trắng, mùi thơm nhẹ. Thân giả 1-1,5 m. Lưỡi bẹ cong vào, có sọc màu nâu sẫm, 2 thùy, các thùy thuôn tròn, 4-13 × 2,5 mm, dạng màng, nhẵn nhụi hoặc thưa lông nhung. Lá xếp thành 2 dãy; cuống lá 0,5-1,5 cm; phiến lá hình mác thuôn dài hoặc thẳng-hình mác tới hình elip-hình mác, 25-35 × 3-9 cm, nhiều gân, mặt gần trục nhẵn nhụi, mặt xa trục nhẵn nhụi hoặc thưa lông nhung sau trở thành nhẵn nhụi, đáy thon nhỏ dần thành cuống lá hẹp, đỉnh nhọn thon dài tới hình đuôi. Cụm hoa mọc từ thân rễ; cành hoa bông thóc gần hình trứng tới hình elip, dài (3,5-)6-7 cm, đường kính 2-3 cm, 13-28 hoa. Cuống cụm hoa dài 1,5-2(-17) cm hoặc dài hơn; bẹ che phủ 2-3, dạng vảy, hình trứng, dài 3,5-4 cm, rậm lông nhung. Lá bắc gần dạng da, màu đỏ hay đỏ ánh tía hoặc trắng ánh vàng, hình trứng rộng hoặc hình elip, dài 3-5 cm, rộng 1-2,5 cm, có sọc, mặt ngoài rất thưa lông tơ, không nhọn thon. Lá bắc con hình mác, 3,5 × 0,6 cm, màu trắng, có lông nhung. Đài hoa dài 2-5 cm, màu trắng, dạng màng. Ống tràng hoa màu trắng, dài 4-6 cm, nhẵn nhụi hoặc có lông nhung; các thùy màu trắng tới ánh vàng hoặc đỏ với các sọc thẳng màu nâu ánh tía; thùy tràng giữa hình trứng rộng, ~3 × 1,3 cm; các thùy bên hình mác-hình trứng, 2,7-3,5 × 0,5-2,6 cm. Cánh môi màu tía nhạt hoặc xanh lam-tía-ánh đỏ, lớn, hình tròn-hình trứng, 2,3-3 × 1,8-2,6 cm; các thùy bên ngắn, hình tai, dạng răng, dài 3-8 mm, rộng 2-5 mm. Nhị dài bằng tràng hoa; chỉ nhị rất ngắn; bao phấn hình mác, dài ~1,5 cm; phần phụ liên kết dài ~1,5 cm; tuyến trên bầu dài 5 mm. Bầu nhụy rậm lông. Quả nang nứt theo ngăn, gần hình elipxoit tù 3 góc, dài 3-4,5 cm, đường kính 1-2 cm; vỏ quả ngoài bên ngoài màu đỏ ánh tía, thưa lông tơ, bên trong màu đỏ. Hạt màu từ nâu đen tới đen hoặc đỏ ánh tía, ~ 4mm; áo hạt màu trắng hoặc phần dưới màu hung đỏ nhạt và phần trên màu vàng ánh trắng. Ra hoa tháng 7-9, tạo quả tháng 10-12. 2n = 22.